# Rašica
Rašica (en serbe cyrillique : Рашица) est un village de Serbie situé dans la municipalité de Blace, district de Toplica. Au recensement de 2011, il comptait 92 habitants.

## Démographie
A Rasica, 158 jeunes vivent dans le village et le temps de travail moyen du chef du village est de 51,1 heures (45,9 heures pour le mari et 55,9 heures pour la femme). La population compte 75 chefs de famille et le nombre de chefs de famille prosekha est de 2,44.

Cette population est la plus grande de Srbima (le premier recensement a eu lieu en 2002), le dernier compte trois recensements et est utilisée dans le courtage.
| 1948 | 1953 | 1961 | 1971 | 1981 | 1991 | 2002 | 2011 |
| ---- | ---- | ---- | ---- | ---- | ---- | ---- | ---- |
| 400  | 496  | 438  | 342  | 285  | 244  | 183  | 92   |

|  |